# Нэйтан Невер
Nathan Never — итальянская серия научно-фантастических комиксов, сосредоточенная на одноимённом персонаже — детективе, который помогает полиции в борьбе с преступностью в недалёком будущем. Серия была создана Микеле Меддой, Антонио Серрой и Бепи Винья, и издаётся с июня 1991 года издательством Sergio Bonelli Editore, которое до этого никогда не выпускало комиксы в жанре научной фантастики.
С самого начала серия имела большой успех, достигнув продаж в 300 000 экземпляров в месяц и удерживая средний тираж свыше 180 000 копий на протяжении более десяти лет. В 2016 году ежемесячный тираж составлял около 30 000 экземпляров. Комикс публикуется без перерывов с момента выхода, достиг 400 выпусков, а также был переведён и издан за рубежом.

## Издательская история
Микеле Медда, Антонио Серра и Бепи Винья — известные как «сардинская банда» или «сардинское трио» — сотрудничали с издательством Bonelli с 1985 года, написав для него несколько историй для серий Martin Mystère и Dylan Dog. В 1989 году они предложили издательству проект научно-фантастического комикса, над которым работали уже несколько лет. Проект был одобрен, и серия дебютировала в киосках в июне 1991 года. Персонаж появился немного раньше — в апреле 1991 года — в специальном лимитированном выпуске из 14 страниц под названием Nathan Never – Номер Ноль, изданном компанией Alessandro Distribuzioni. Позже эта история была переиздана издательством Bonelli в качестве приложения к выпуску № 7 регулярной серии в декабре 1991 года. Серия продолжается и по сей день и в 2024 году достигла 400 выпусков. Помимо основной серии, персонаж появлялся и в других комиксах. Графическое оформление заголовка было выполнено Луиджи Кортеджи, художественным директором издательства и автором оформления многих других серий комиксов.

## Происхождение персонажа
Персонаж Нэйтан Невер вдохновлён Риком Декардом, главным героем фильма Blade Runner, а сама серия черпает вдохновение не только из американского научно-фантастического кино 1980-х годов — особенно Alien и Blade Runner — но и из киберпанк-литературы, произведений Айзека Азимова, а также из японских манги и аниме в жанре научной фантастики, таких как Gundam и Patlabor, и из телесериала Star Trek. Кроме того, в отдельных историях встречаются цитаты и отсылки к фильмам, книгам и комиксам.
Изначально персонаж и серия должны были носить имя Nathan Nemo, но по предложению Альфредо Кастелли оно было изменено, поскольку Серджо Бонелли оно напоминало о разорившемся издательстве, что считалось плохим предзнаменованием. Тем не менее, имя Nemo осталось как кодовое имя персонажа в некоторых историях и как имя его клона в сюжетах, происходящих в альтернативных будущих.
Графическую концепцию персонажа разработали Данте Бастианони и Клаудио Кастеллини, и в итоге была выбрана версия последнего. Он также стал художником обложек серии до выпуска № 59, после чего его заменил Роберто Де Анджелис (до № 249), а затем — Серджо Джардо.

## Сюжет
Приключения Нэйтана Невера происходят в недалёком будущем, в мире, потрясённом ужасными катастрофами 2024 года, и рассказывают о судьбе детектива, работающего на Агентство Альфа — одно из множества частных детективных агентств, которые помогают полиции в борьбе с преступностью.
Часть человечества переселилась на орбитальные станции, способные производить ресурсы не только для себя, но и для Земли. Эти станции требуют независимости, которую Земля отказывается признавать, что приводит к войне между Землёй и орбитальными станциями.
Нэйтан Невер живёт в мегаполисе, называемом Восточный Город, расположенном на восточном побережье США, примерно через сто лет после катастрофы. Мир загрязнён, а общество контролируется технологиями и медиа.
Нэйтан, в роли специального агента, оказывается в центре классических детективных сюжетов в духе Blade Runner, где главный герой — не типичный герой, а «возможно, просто человек в мире, который становится всё менее человечным», как говорят сами авторы.
Его жизнь омрачена личной трагедией: преступник убил его жену Лауру и похитил его дочь Анну, которая после травмы стала аутичной.
Среди других постоянных персонажей серии — польский компьютерный гений Зигмунд Багинов, первая агент Альфа Легс Уивер и глава агентства Эдвард Райзер. Со временем появляются новые герои, формируя сложную и целостную вселенную.
Уже в первых выпусках серии вводятся ключевые персонажи и задаются основы нарративной вселенной, появляются враги, которые будут возвращаться снова и снова: Аристотель Скотос и его сын Кал, Рэйвен, Братство Тени, технодроиды и Атос Тан.
Первый выпуск серии — «Специальный агент Альфа» — поднимает тему андроидов и трёх законов робототехники, заимствованных из произведений Айзека Азимова.
Главной новацией серии в рамках продукции Bonelli стала повествовательная непрерывность: до этого события из предыдущих выпусков лишь упоминались. В Nathan Never авторы построили всю серию как единое связное повествование, где события одного выпуска влияют на всё повествовательное пространство, а их последствия раскрываются в следующих номерах, как это принято в некоторых зарубежных сериях комиксов.
Развитие истории в первые годы (в частности, сага об ультра-сапиенсах) было продумано ещё до дебюта в киосках. Эта особенность сохраняется в серии до сих пор.

### Обновление после выпуска №100
После выпуска № 100 серия претерпевает значительный рестайлинг, разработанный самими создателями комикса. Они привлекли к написанию сценариев новую команду авторов, в которую вошли Стефано Виетти, Альберто Остини и Стефано Пьяни.
Реструктуризация начинается с цикла выпусков, объединённых в сагу «Альфа», в рамках которой:
- Эдварда Райзера заменяет новый руководитель — Соломон Дарвер;
- вводятся новые агенты;
- устраняется старый враг Аристотель Скотос;
- появляется новый антагонист — Мистер Альфа.

Завершается это обновление длинной серией выпусков, посвящённых войне между Землёй и орбитальными станциями — теме, затронутой ещё в самых первых номерах. Война заканчивается трагедией, превращающей город, в котором происходят события, в постапокалиптический мир — мрачное, полное отчаяния место, напоминающее атмосферу ранних выпусков серии.
Во время повествования о войне были устранены некоторые второстепенные персонажи, чтобы освободить место для новых героев — это представляет собой новый старт серии.
В выпуске № 162 под названием После апокалипсиса повествование продолжается с временным скачком в три года после окончания войны.

## Второстепенные сюжетные линии
В рамках общей сюжетной непрерывности серии можно выделить второстепенные сюжетные линии, связанные с одним или несколькими врагами главного героя, которые иногда пересекаются друг с другом. Существуют также отдельные выпуски с самостоятельными историями, не связанными с основной сюжетной аркой, поэтому бывает, что после событий глобального масштаба, вроде спасения Земли (См. выпуск «Разрушитель миров») или окончания войны с космическими колониями, Натан Невер снова расследует бытовые дела вроде поимки наркоторговца или поисков пропавшего человека.
Некоторые из этих побочных сюжетов:
- Андроиды: Тема свободы и личности андроидов неоднократно поднимается в серии. Уже в первом выпуске появляется андроид C09, что ставит под сомнение три закона робототехники, не позволяющие роботам причинять вред человеку, но и лишающие их автономии. Позже появляется андроид Линк, и оба они добиваются удаления встроенных законов, что позволяет им развить собственную личность.
- Братство Тени: Организация, члены которой — люди, одержимые инопланетными душами, переселяющимися из биологических контейнеров, напоминающих яйца из фильма Alien, в человеческие тела, полностью вытесняя оригинальную личность. На деле эти души — жизненные сущности людей будущего, называемых Ультра Сапиенс, более развитых, с шестью пальцами и родом из космического города, уничтоженного пространственно-временной аномалией. Чтобы спастись, они помещают свои сущности в капсулы и отправляют их на Землю, но корабль попадает в прошлое — во времена Натана.  Цель братства — интегрироваться в человеческое общество, но часть хочет им повелевать, что приводит к внутреннему конфликту. В итоге побеждает фракция, выступающая против порабощения людей. Братство неоднократно выступает антагонистом Натана, но затем объединяется с ним. В выпуске № 99 его дочь Анна, ранее аутичная, исцеляется с помощью Габриэля и улетает с братством в космос.
- Достопочтенные: Раса гуманоидных рептилий, живших на Земле до появления людей, во времена динозавров. Они достигли высокоразвитой цивилизации, но были уничтожены войной. Немногие выжившие впали в глубокую спячку и теперь нуждаются в поглощении энергии людей, что приводит к их смерти. Им помогает секретная секта, использующая устройство для изъятия энергии из умирающих в больницах.  Агентство Альфа объединяется с ними для борьбы с угрозой Разрушителя миров — могущественного врага, оказавшегося мутировавшим Достопочтенным. Эта раса также появляется в серии Martin Mystère, также написанной Стефано Виетти, где выясняется, что не все рептилии знали о союзе с людьми.
- Тварь: Вблизи Юпитера обнаружена аномалия, представляющая собой энергетическую струну — на самом деле это кротовая нора. Из неё ранее вышел корабль с инопланетным существом, сбежавшим от войны на другой стороне портала. Когда в струну падает астероид Арго, существо вызывает её коллапс, чтобы скрыться от преследователей.  Его спасает армия, заключающая с ним сделку, после чего он сотрудничает с Преаторианцами и частью военных. На деле Тварь хочет захватить власть на Земле и начать восстановление своей расы — она откладывает сотни яиц. Один из офицеров, осознав ошибку, предупреждает Агентство Альфа, и яйца уничтожают. Позже при транспортировке на Марс корабль с Тварью уничтожается. Из этой арки родился спин-офф Астероид Арго.
- Квантовый человек: Уильям Кэмпбелл, бизнесмен, чтобы вылечиться от смертельной болезни, финансирует проект по открытию портала в мультивселенную с целью найти и объединиться со своей здоровой версией. Однако вмешательство Агентства Альфа приводит к взрыву, и все версии Кэмпбелла сливаются в одно существо — Квантового человека.  Он может перемещаться между вселенными, брать оттуда предметы, читать мысли, его тело неуязвимо. Используя эти способности, он захватывает контроль над фармацевтическим гигантом, а через подконтрольные компании — более 90% рынка. Он сталкивается с Агентством Альфа, вынуждая агентов выполнять свои приказы. Один из его подчинённых, недовольный жестким контролем, вживляет себе наночастицы технопата, чтобы обрести силу и избавиться от влияния Квантового человека. В конце Квантовый человек жертвует собой, спасая мир от Омеги — кибернетического монстра, случайно созданного Зигмундом Багиновым.
- Технопаты: Гигантская электромагнитная волна, вызванная падением станции Урания (в выпуске № 161), вызывает генетические мутации у молодых людей, подключённых в тот момент к электронике. Они начинают вырабатывать микросомы — органические частицы на основе кремния, которые позволяют контролировать любую электронику.  Эти подростки формируют уличные банды, борющиеся за контроль над мегаполисом, и иногда становятся союзниками или противниками Натана.

## Саги
Саги состоят из последовательных выпусков (обычно шести), которые завершают сюжетные линии, начатые в предыдущих эпизодах. Их особенностью (начиная с «Саги Альфа») является структурное изменение мира, в котором разворачивается действие серии.
- Сага об Атлантиде: первая сага Nathan Never, в которой на Землю возвращается центральная часть затонувшего континента Атлантида, стремящаяся захватить власть над планетой. События происходят в различных локациях, включая подводные базы, Японию, киберпространство, Луну и саму Атлантиду. В заключительной части саги появляется роботизированная версия Мартина Мистера из будущего. В ходе саги вводятся два будущих агента Альфа: военный Люк Сандерс и мутант Бранко, на тот момент — террорист.
- Сага Альфа: агенты Альфа обнаруживают, что в действительности они — марионетки в руках загадочного Мистера Альфа, человека с могущественными ресурсами, который на протяжении последних лет следил за ними при помощи Эдварда Райзера и Зигмунда Багинова. Агенты проникают в подземелья агентства, где находится логово Мистера Альфа, но не успевают его схватить. В финале Райзер погибает при загадочных обстоятельствах, и его место занимает Соломон Дарвер. Агенты подозревают, что Соломон — это на самом деле Райзер, инсценировавший свою смерть и изменивший внешность хирургическим путём, чтобы под видом нового человека возглавить агентство.
- Война с орбитальными станциями: длинная сюжетная арка, посвящённая войне между Землёй и орбитальными станциями. Завершается трагедией, в результате которой город, где действует Нэйтан Невер, превращается в постапокалиптический ландшафт — тёмное, безысходное место, напоминающее атмосферу первых выпусков.
- Пространственно-временная сага: шестичастная сага, завершившаяся выпуском №200, вновь кардинально меняющая структуру повествования серии. Сюжет делится на две части: в первых трёх выпусках агенты Альфа сталкиваются с таинственным порталом, соединяющим время Натана Невера с 1950-ми годами (возможно, из параллельной вселенной). Агенты сотрудничают с Департаментом 51, пытаясь остановить серийного убийцу, действующего в обеих временных линиях. В конце третьего выпуска орбитальная станция Урания падает на город, закрывая все порталы. Среди руин разрушенного города Нэйтан вступает в смертельную схватку со своим заклятым врагом, бывшим агентом Альфа Энди Хэвиландом, и убивает его. Как «дэйус экс махина» появляется дух Люка Сандерса, который возвращает к жизни Хэвиланда, чтобы избавить Натана от будущих угрызений совести. В финале саги дух Сандерса исчезает, оставляя Натана в отчаянии.
- Война миров: начавшаяся в 2011 году сага полностью обновила структуру повествования серии и завершилась в июне 2012 года, выпуском №253. В центре сюжета — война между Марсом и Землёй.
- Сага о Немо: развивается в первых восьми специальных «гигантских» выпусках (за исключением четвёртого), действие которых происходит в далёком будущем. Главные герои — Анн Невер (по прозвищу Даккар) и клон Натана Невера по имени Немо. Они являются частью армии, сражающейся против Текнодроидов, которые захватили власть над Землёй в этой временной линии. Сюжет тесно связан с событиями, связанными с Теневым Братством. Первые три гигантских выпуска образуют отдельную трилогию вне основной серии, где Немо ведёт ожесточённую борьбу с Текнодроидами, стремящимися истребить человечество. Начиная с пятого выпуска, серия вновь фокусируется на Немо — теперь как на герое альтернативного будущего, где был достигнут мир с Текнодроидами и появились новые враги. События основного хронологического будущего описываются в сериях Поколение Будущего (Generazione Futuro) и Альфа Вселенная (Universo Alfa). Источником вдохновения для «Саги о Немо» послужил роман Джеффа Саттона Стрелять на поражение по Джону Андроки (Sparate a vista su John Androki).
- Международный заговор (Intrigo internazionale): началась в 2019 году. В этой саге Нэйтан Невер покидает агентство Альфа и отправляется на поиски опасного международного террориста.

## Персонажи
Помимо самого Натана Невера, в серии важную роль играют агенты агентства Альфа, некоторые второстепенные персонажи вне агентства, а также злодеи и противники, на которых ведётся расследование со стороны Альфы.
Графический облик основных персонажей остаётся неизменным на протяжении всей серии — на них не отражаются признаки старения. Во многих историях упоминаются даты событий или указывается, сколько времени прошло с предыдущего эпизода, однако это никак не влияет на внешний вид героев, и сами они не делают ссылок на свой возраст (в отличие, например, от серии Мартин Мистер).
Среди немногих исключений — дочь Натана по имени Анн, страдающая аутизмом, которая внезапно и необъяснимо переходит от состояния ребёнка к взрослой женщине за считанные секунды (выпуск №99), и сенатор и бывший судья Сойер, который стареет с примерно пятидесятилетнего возраста до состояния худощавого, седого старика. Такое быстрое старение объясняется заболеванием будущего, известным как синдром Ксавьера Кука.

## Локации

### Восточный Город
Большинство приключений Натана Невера происходит в так называемом Восточном Городе, предположительно расположенном на месте современной Нью-Йорка. Это одна из двух мегаполисов на территории США, наряду с Западным Городом. Восточный Город построен вертикально и делится на восемь уровней: на нижних двух уровнях живут отверженные общества, такие как мутанты, тогда как верхние заселены населением, распределённым в зависимости от дохода.
На первом уровне, фактически покинутом людьми, сосредоточено наибольшее количество мутантов — генетически модифицированных существ, выведенных в лабораториях для выполнения тяжёлой работы. Общество считает их уродами, «не знающими хороших манер», и они часто становятся мишенью жестоких репрессивных кампаний.
Город был почти уничтожен после падения орбитальной станции Урания в ходе войны со станциями, а затем подвергся новым разрушениям в Саге о войне миров, когда на него напали марсианские треножники по приказу диктатора-преторианца Кос Арадана.

### Тропикал-Сити
Город, где находится филиал Агентства Альфа. Впервые появился в серии в рамках саги «Международный заговор», и стал сценой для многих приключений. В настоящее время штаб-квартиру возглавляют агенты Бранко, Мэй и мутантка Горация. Тропикал-Сити также играет важную роль в длительной саге, посвящённой Скотосу, развивавшейся в течение девяти выпусков.

### Остров Ада
После того как мутанты были вынуждены покинуть первый уровень Города из-за наводнения, они переселились на остров, расположенный у побережья напротив города. Здесь ранее проводились странные эксперименты, приведшие к ужасным мутациям среди местного населения. Мутанты пытались обустроить свою жизнь среди прежних жителей острова, однако остров был полностью уничтожен взрывом, вызванным Текнодроидами. Среди немногих выживших оказались Бранко и его приёмная дочь Кей. Мутанты — творение Мистера Альфа.

### Территория
Это заражённая зона, приблизительно соответствующая южной части современных США и части Мексики. Несмотря на официальный статус «непригодной для жизни», здесь обитают преступники, беглецы от закона и другие изгои. Территория усеяна руинами городов, покинутых после катастрофы 2024 года, и используется как свалка токсичных и радиоактивных отходов. Со временем её начали заселять фермеры.
Вероятно, под действием радиации здесь появился Сотоножка — гигантская многоножка, живущий под землёй и вырывающийся на поверхность, разрушая всё на своём пути. Однажды Натану удалось использовать стаю таких существ, чтобы уничтожить лагерь контрабандистов, незаконно добывавших нефть.

## Кроссовер
Натан Невер существует в одной и той же повествовательной вселенной с другими персонажами издательства Bonelli: Zagor, Mister No, Martin Mystère, Дилан Дог, Dampyr,  Dragonero, а также Legs Weaver.
- Во вселенной Натана Невера появился роботизированный двойник Мартина Мистера, перенесённый в будущее с помощью врага Мистера по имени Мистер Джинкс. Они впервые встретились в специальном выпуске 1996 года, а позже — в внесерийном выпуске 2001 года и в основной серии. Мистер Джинкс присутствует в историях Натана Невера благодаря биокомпьютеру, который позволил ему сделать резервную копию своей личности и затем внедрить её в другое тело. Таким образом, Мистер Джинкс может жить вечно, переселяясь из одного тела в другое.
- Натан Невер встретился с потомком Мистера Но — владельцем компании Drake Enterprises — в одной из ранних историй. В каталоге Il Mondo Futuro - Il Futuro del Mondo (AICOS) есть две короткие истории, связывающие персонажей: в первой Мистер Но знакомится с профессором Невером, предком Натана, а в другой агент Альфа встречается с Мистером Но.